# Nephodia coenulenta
Nephodia coenulenta är en fjärilsart som beskrevs av Paul Dognin 1911. Nephodia coenulenta ingår i släktet Nephodia och familjen mätare. Inga underarter finns listade i Catalogue of Life.